# Биг Буллетс
«Биг Буллетс» (англ. Big Bullets Football Club) — малавийский футбольный клуб из Блантайра. Выступает в чемпионате Малави. Команда является самой титулованной в стране (15 чемпионств). Домашние матчи проводит на стадионе «Камузу Стэдиум», вместимостью в 65 тысяч зрителей.
Клуб известен под разными названиями: «Бата Буллетс», «Тотал Биг Буллетс» и «Бакили Буллетс».

## История
Команда была основана в 1967 году под названием «Ньясаленд Буллетс». Но вскоре спонсором клуба стала компания «Bata Shoe», в результате чего название команды изменили на «Бата Буллетс».
В 1970 году команда оформила требл, выиграв Футбольную лига Блантайра и Округа, а также Кубок Чибуку и Кубок замка.
В 2003 году президент Малави Бакили Мулузи взял команду в свои руки, в результате чего клуб сменил название на «Бакили Буллетс». Именно на этот период пришёлся расцвет команды, а высшим достижением стало участие в групповом этапе Лиги чемпионов 2004. Тогда команда выбила в первом раунде угандийскую «Виллу», во втором остановила замбийский «ЗАНАКО», ну а в конце дожала южноафриканский «Орландо Пайретс». На групповом этапе «Буллетс» заняли последнее место одержав лишь одну победу, также были удержаны две ничьи, в том числе с действующим, на тот момент, и будущим чемпионом, нигерийской «Эньимбой» (при том, что в первой встрече «Буллетс» уступили 0:6).
Также в тот же период клуб провел тренировочный сбор в Соединенном Королевстве в рамках подготовки к Лиге чемпионов КАФ. В настоящее время команда спонсируется Nyasa Manufacturing Company (NMC). В результате чего вновь было изменено название — «Ньяса Биг Буллетс».
8 октября 2018 года Роджерс Ясин был уволен с поста главного тренера «Ньяса Биг Буллетс» вместе с помощником Элайджей Кананджи.
В итоге «Буллетс» представили нового тренера. Им стал Калисто Пасува, руководивший до этого сборной Зимбабве. А его помощником стал бывший защитник сборной Малави Питер Мпонда.

## Достижения
Чемпионат Малави по футболу:
- Чемпион (17):

1986, 1991, 1992, 1999, 2000, 2001, 2002, 2003, 2004, 2005, 2014, 2015, 2018, 2019, 2020/21, 2022, 2023.
- Вице-чемпион (4):

2008, 2012/13, 2016, 2017.
Кубок Замка (Castle cup Malawi):
- Обладатель (4):

1969, 1970, 1973, 1975.
Кубок Камузу:
- Обладатель (7):

1974, 1975, 1979, 1980, 1981, 1983, 1986.
Турнир «Chombe Tea»:
- Победитель (2):

1998, 1999.
Кубок «Carlsberg»:
- Обладатель (3):

2002, 2014, 2017.
Кубок Президента:
- Обладатель (2):

2012, 2016.
Благотворительный турнир «Чифундо» (Chifundo Charity Shield):
- Победитель (4):

2016, 2017, 2018, 2019.
А так же:
Победитель «555 Challenge Cup»: 1990;
Победитель "Трофея Посольства: 2003;
Победитель "Благотворительного Кубка «Тутулейн»: 2007;
Победитель "Благотворительного Кубка «Карлсберг»: 2012.
Клубный Кубок КЕСАФА:
- Финалист: 2021.